# Simyra expressa
Simyra expressa är en fjärilsart som beskrevs av Bang-haas 1912. Simyra expressa ingår i släktet Simyra och familjen nattflyn. Inga underarter finns listade i Catalogue of Life.